# Grob GF 200
Die Grob GF 200 war ein einmotoriges, viersitziges Geschäftsreiseflugzeug des deutschen Herstellers Burkhart Grob Luft- und Raumfahrt, bei dem ein Mittelmotor über eine Fernwelle einen Heckpropeller antrieb.

## Geschichte
Ab 1987 entstand bei Grob auf dem Flugplatz Mindelheim-Mattsies das Projekt eines vier- bis sechssitzigen Reiseflugzeuges in Pusher-Konfiguration, das später vom Bundesministerium für Forschung und Technologie (BMFT) als Technologieträger mit 5 Mio. DM gefördert wurde. Durch Verwendung neuer Werkstoffe, fortschrittlicher Aerodynamik und Triebwerkstechnologie sollten Reisegeschwindigkeit und Reichweite gängiger Geschäftsreiseflugzeuge übertroffen werden.  Ursprünglich war der bei Porsche neuentwickelte wassergekühlte Flugmotor PFM 3200-NO 3 als Triebwerk vorgesehen. Nach Einstellung dieses Motortyps durch Porsche 1989 wurde der luftgekühlte, auf 203 kW gedrosselte, Textron-Lycoming TIO-540-AFIA mit Abgasturbolader in  die GF 200 eingebaut.
Auf der Luftfahrtausstellung in Hannover 1988 war ein Modell ausgestellt. Nach dem Rollout im Mai 1991 startete am 26. November 1991 der Prototyp mit dem Kennzeichen D-EFKH zum Erstflug.
Der Öffentlichkeit im Flug vorgeführt wurde die GF 200 auf der ILA 1992 und 1994 in Schönefeld bei Berlin und der Aero 1993 in Friedrichshafen.
Probleme mit der Kühlung des hinter dem Cockpit liegenden Motors führten zur Änderung des Lufteinlaufes. Ab 1997 entstand bei Grob als Überarbeitung des bisherigen Entwurfs der Prototyp GF 250 mit Druckkabine, um bis in einer Flughöhe von 25.000 ft (7.620 m) operieren zu können.
In Planung war die sechssitzige Variante GF 300 mit einer projektierten Höchstgeschwindigkeit von 450 km/h unter Verwendung einer Propellerturbine und die GF 350 mit zwei gekuppelten Propellerturbinen mit 560 km/h Höchstgeschwindigkeit.

## Konstruktion
Der freitragende Tiefdecker in Faserverbundbauweise hat ein T-Leitwerk, ein weit hinuntergezogenes Seitenleitwerk und ein einziehbares Dreibeinfahrwerk. Die Haupträder werden elektro-hydraulisch nach innen, das Bugrad nach vorn eingezogen. Die Tragfläche mit Laminarprofil hat eine geschwungene Vorderkante, elektrisch verstellbare Fowlerklappen und kleine Winglets. Die viersitzige Kabine ist über eine zweiteilige Tür an der linken Rumpfseite vor der Tragfläche zugänglich.
Der in der Rumpfmitte untergebrachte Textron-Lycoming TIO-540-AFIA trieb über eine gewickelte CFK-Fernwelle einen drei- (Hoffmann) fünf- oder sechsflügeligen (Mühlbauer), hinter dem Leitwerk liegenden Verstellpropeller an.

## Technische Daten
| Kenngröße              | Daten                                              |
| ---------------------- | -------------------------------------------------- |
| Besatzung              | 1                                                  |
| Passagiere             | 3                                                  |
| Länge                  | 8,50 m                                             |
| Spannweite             | 11,00 m                                            |
| Höhe                   | 3,3 m                                              |
| Flügelfläche           | 12,50 m²                                           |
| Flügelstreckung        | 9,7                                                |
| Nutzlast               | 600 kg                                             |
| Tankinhalt             | 350 l (in der Tragfläche)                          |
| Leermasse              | 1100 kg                                            |
| max. Startmasse        | 1700 kg                                            |
| Reisegeschwindigkeit   | 388 km/h (210 kn) (bei 75 % Leistung)              |
| Mindestgeschwindigkeit | 103 km/h (56 kn)                                   |
| Höchstgeschwindigkeit  |                                                    |
| Gipfelhöhe             | 8530 m                                             |
| Steiggeschwindigkeit   | 6,5 m/s                                            |
| Reichweite             | 2350 km                                            |
| Triebwerk              | ein Textron-Lycoming TIO-540-AFIA; 310 PS (228 kW) |
| Propeller              | 3-/5-/6-Blatt-Verstellpropeller                    |

## Verbleib
Das Flugzeug ist in der Luft- und Raumfahrthalle des Deutschen Museums in München ausgestellt.